# مسعود کاظمی
مسعود کاظمی (زادهٔ ۲۶ آذر ۱۳۶۰) روزنامه‌نگار و فعال حقوق بشر اهل ایران است. او بیشتر به دلیل انتشار گزارش‌ها بسیار در حوزه فساد سیاسی و اقتصادی و به‌طور خاص پرونده بابک زنجانی، در ایران شناخته می‌شود.

## فعالیت‌ها
کاظمی سابقه همکاری با رسانه‌هایی مانند روزنامه شرق، قانون، همبستگی، مردم امروز و خبرگزاری ایرنا، هفته نامه صدا و هفته نامه جامعه پویا و بسیاری دیگر از رسانه‌های رسمی ایران را در پرونده دارد. وی همچنین مدتی سردبیر ماهنامه سیاسی-اجتماعی صدای پارسی بود. کاظمی همچنین در صفحه توییتر خود به فعالیت‌های روزنامه‌نگاری و دفاع از حقوق بشر در ایران می‌پرداخت. کاظمی در حال حاضر تهیه‌کننده پادکست «کوتنا» است که در آن به مفاسد اقتصادی و سیاسی در ایران پرداخته می‌شود.

## بازداشت

### بازداشت اول
کاظمی مرتبه اول در تاریخ ۱۴ آبان ۱۳۹۷ توسط سازمان اطلاعات سپاه بازداشت شد. او پس از گذراندن ۶ روز بازداشت در سلول انفرادی در بند امنیتی دو الف زندان اوین، با قرار کفالت ۱۰۰ میلیونی از زندان آزاد شد.

#### بازداشت دوم
کاظمی مجدداً در ۱ خرداد ۱۳۹۸ از سوی شعبه ۲۸ دادگاه انقلاب تهران بازداشت و به زندان اوین منتقل شد. وکیل کاظمی در مصاحبه با رسانه‌ها از توهین و نفرین قاضی مقیسه خطاب به موکلش خبر داد. علی مجتهدزاده گفت که موکلش در دادگاه از سوی قاضی مقیسه مورد توهین‌هایی از قبیل «خدا لعنتت کند»، «باید دهن‌تان را پر از باروت کرد» و «زبانت بریده باد» قرار گرفت.
همچنین وکیل کاظمی اظهار داشت که قاضی پیش از دریافت دفاعیات متهم حکم خود را علیه او صادر کرده بود. در ۱۲ خرداد ۱۳۹۸ و در حالی که کاظمی در زندان به سر می‌برد از سوی شعبه ۲۸ دادگاه انقلاب به ۴ سال و نیم حبس محکوم شد. این حکم در دادگاه تجدید نظر عیناً تأیید شد که با استناد به تبصره ۱۳۴ قانون مجازات اسلامی دو سال آن قابل اجرا بود. ۲ سال زندان به اتهام توهین به رهبری، دو سال زندان به اتهام نشر اکاذیب و ۶ ماه حبس برای توهین به مقامات نظام. کاظمی همچنین به دو سال ممنوع‌الکاری محکوم شده و اکنون ممنوع‌الخروج است. کاظمی در ۱۶ فروردین ۱۳۹۹ اعلام کرد با توجه به اینکه بیش از یک سوم از مدت محکومیت خود در زندان اوین را سپری کرده و پس از بخشنامه نوروزی قوه قضائیه از زندان آزاد شده است.

### واکنش‌ها
بازداشت و زندانی شدن کاظمی واکنشهای بسیاری در عرصه بین‌المللی برانگیخت. سازمان عفو بین‌الملل همزمان با تأیید حکم ۴٫۵ زندان «مسعود کاظمی» روزنامه‌نگار و سردبیر ماهنامه «صدای پارسی»، با انتشار بیانیه‌ای این حکم را ناعادلانه خواند و خواستار آزادی فوری و بدون قید و شرط این روزنامه‌نگار از زندان شد.
روزنامه واشینگتن پست در تاریخ ۷ خرداد ۱۳۹۸ در گزارشی ضمن پوشش وسیع این رخداد نوشت که کاظمی، یک خبرنگار باتجربه به اتهام تبلیغ علیه دولت به دلیل توئیت درمورد فساد دولتی، به دادگاه رفت و زندانی شد.
کاظمی درسپتامبر ۲۰۱۹ از سوی ائتلاف ۱۰ رسانه بین‌المللی برای آزادی مطبوعات در فهرست روزنامه‌نگاران تحت‌فشار جهان قرار گرفت که در سال ۲۰۱۹ تحت بازداشت و آزار حکومتی قرار گرفته‌اند. این گزارش در رسانه‌های معتبری چون مجله تایم و روزنامه نیویورک تایمز بازتاب داشت.
در ژانویه سال ۲۰۲۰ نام کاظمی از سوی ائتلاف چهل رسانه بین‌المللی برای آزادی مطبوعات در فهرست روزنامه‌نگاران تحت‌فشار جهان قرار گرفت که پس از اعتراضات آبان ۹۸ در ایران و قطع اینترنت همچنان در زندان به سر می‌برد.
همچنین در ماه نوامبر ۲۰۱۹ انجمن قلم استرالیا ضمن انتشار گزارشی دربارهٔ کاظمی نوشت که باید حواسمان باشد حکومتها نتوانند هیچ قلمی را بشکنند.
در ماه مارس سال ۲۰۲۰ وزارتخارجه آمریکا گزارش سالیانه خود دربارهٔ نقض حقوق بشر در جهان را منتشر کرد که در بخشی از این گزارش ادامه حبس برخی شهروندان دو تابعیتی مانند سیامک نمازی و شماری از فعالان محیط زیستی همچون نیلوفر بیانی و محکومیت کاظمی سردبیر ماهنامه صدای پارسی به چهار سال و نیم به عنوان موارد نقض حقوق بشر یادآوری شده‌اند.
۵۶۴ نفر از روزنامه‌نگاران در نامه‌ای به سران سه قوه و نمایندگان مجلس خواستار آزادی کاظمی و مرضیه امیری، دو روزنامه‌نگار زندانی شدند. آن‌ها در این نامه با اشاره به «فشار نهادهای امنیتی» که باعث بی‌کاری برخی از خبرنگاران شده، به «احضار و بازداشت‌ها» نیز اعتراض کردند.